# اعجاز قرآن

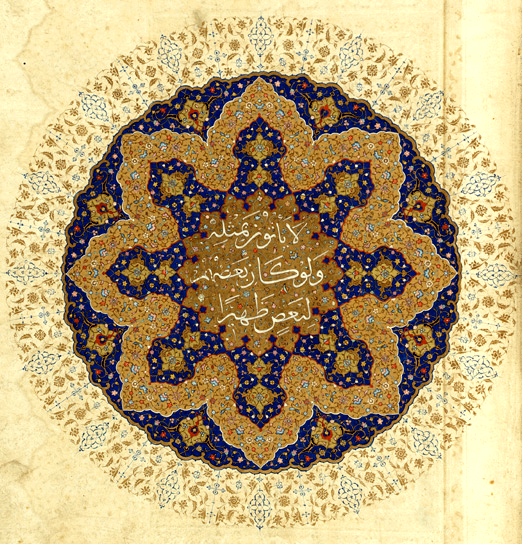
خوش نویسی آیاتی از قرآن

اعجاز قرآن از مباحث مهم علوم قرآنی، کلام اسلامی و ادبیات عرب و از مبانی دین اسلام است که در آن ادعا می‌شود قرآن معجزه‌ای است که از خدا به محمد از طریق وحی رسیده‌است و دلایلی برای آن ذکر می‌شود. اعجاز از ریشه عجز و به معنی عاجز ساختن است، قرآن مخالفان را دعوت به آوردن ده و حتی یک سوره مشابه سوره‌های قرآن می‌کند (تحدی) و تأکید می‌کند که هرگز کسی نخواهد توانست این کار را انجام دهد.
متکلمان دلایل متفاوتی را برای اعجاز قرآن مطرح کرده‌اند: ابراهیم نظام، متکلم معتزلی، نظریه صرفه را مطرح کرد که بر مبنای آن اعجاز قرآن در بلاغت آن نیست بلکه از این جهت است که هرگاه معاندی بخواهد سوره‌ای مشابه آن بیاورد، خداوند او را از اینکار منصرف می‌کند. این نظریه حتی در میان معتزله نیز محبوبیت چندانی نیافت. جاحظ، ادیب عرب، نظریه نظم قرآن را مطرح کرد که بیان می‌دارد خود قرآن کلامی اعجازآمیز و دارای بلاغت خاصی است. اعجاز بلاغی قرآن که مربوط به نظم و جلوه‌های ادبی آن بود توسط متکلمان مورد استقبال قرار گرفت و ادیبان بسیاری سعی کردند با تدوین و گسترش علم بلاغت آن را اثبات کنند. در ادامه این مسیر، ابو سلیمان خطابی اعجاز تأثیری یا تأثیر قرآن بر قلوب را مطرح کرد و مدعی شد که با شنیدن قرآن آثار روحی در انسان ایجاد می‌شود که در آثار دیگر مشهود نیست. نظریه آگاهی دادن از غیب از وجوه دیگر اعجاز شمرده شده‌است و موارد دیگری مانند اعجاز علمی و اعجاز عددی نیز مورد بحث قرار گرفته‌اند.
قدیمی‌ترین رساله‌های موجود در موضوع اعجاز قرآن «بیان اعجاز القرآن» نوشته ابوسلیمان محمد خطابی بُستی و «النکت فی اعجاز القرآن» از ابوالحسن علی بن عیسی الرمانی مربوط به قرن چهارم هجری می‌باشد. از قرن پنجم «الموضح عن جهة اعجاز القرآن» از سید مرتضی و «دلائل الاعجاز» از عبدالقاهر جرجانی دارای اهمیت اند. «الطراز فی أسرار البلاغة و حقائق الاعجاز» از یحیی بن حمزه علوی زیدی (م ۷۴۹هـ. ق) و در دوره معاصر «المعجزة الخالدة» تألیف هبة اللّه شهرستانی، و «اعجاز القرآن» نوشته مصطفی صادق الرافعی، و «اعجاز پیام قرآن» نوشته علی اسماعیلی نیز از زمره تألیفات در این‌باره می‌باشند.
کتاب‌هایی در رد تحدی و ادعای اعجاز قرآن نگاشته شده‌است. ابن مقفع ادیب ایرانی قرن دوم هجری و نویسنده کتاب کلیله و دمنه و ابوالعلاء معری ادیب و شاعر قرن پنجم هجری نیز از جمله کسانی‌اند که ادعای معارضه با قرآن داشته‌اند.

## نظرات

### موضوع تحدی
تحدی به معنی مبارزه طلبی است و در علوم قرآنی به معنی به میدان طلبیدن مردم به آوردن مشابه قرآن است. مسلمانان معتقدند کسی نمی‌تواند اثری مشابه قرآن بیاورد و دلیل بر اعجاز قرآن است. در قرآن در چند آیه مسئله تحدی مطرح شده‌است از جمله آیه ۲۳ سوره بقره: «و اِن کُنتم فی ریب مما اَنزلنا علی عبدنا فاتوا بِسوره من مِثله و ادعوا شُهدائکم من دون الله» به این معنا که «اگر در آنچه بر بنده خود نازل کرده‌ایم شک دارید پس اگر راست می‌گویید سوره‌ای مانند آن بیاورید و گواهان خود را غیر خدا فرا خوانید».

### اعجاز بیانی (فصاحت و بلاغت)
در اعجاز بیانی گفته می‌شود که رسا بودن، روان بودن، گزینش و نظم کلمات و انسجام کلی آیات در سوره‌های قرآن بر اعجاز آن دلالت دارند. در اعجاز بیانی گفته می‌شود که کلمات در قرآن براساس دقیق‌ترین معنا انتخاب شده‌اند به گونه‌ای که نمی‌توان بدون از دست رفتن معنا کلمه‌ای را جایگزین کلمه‌ای دیگر کرد. کلمات اگرچه در ظاهر هم‌معنی هستند ولی تفاوت‌های اندکی دارند که سبب کاربردهای متفاوت آنها در قرآن می‌شود؛ مثلاً دو کلمه نعم و بلی مترادف هستند ولی در قرآن بلی همواره جواب سئوالی است که با حرف نفی پرسیده شود مانند «الیس هذه بالحق قالو بلی» و نعم جواب سئوالی که با هل پرسیده شود مانند «هل وجدتم ما وعد ربکم حقا قالوا نعم». از این گونه کلمات مترادف می‌توان به حمد و شکر، اقعد و اجلس، بخل و شح و واژگان دیگر اشاره کرد.
علاوه بر خود کلمات، نظم قرآن یعنی نحوه قرارگیری کلمات در کنار هم نیز بخشی از اعجاز بیانی محسوب می‌شود. به عنوان مثالی از نظم قرآن جرجانی نویسنده کتاب دلائل اعجاز در ذکر آیه «فجّرنا الارض عیوناً» می‌گوید که اگر گفته می‌شد «فجّرنا عیون الارض» یا «فجّرنا عیون فی الارض» مقصود آیه را نمی‌رسانید و با ارائه مثال می‌گوید که در قرآن هیچ کلمه‌ای نیست که در جای خود نباشد یا لفظ دیگری برای نشستن در آنجا مناسب تر باشد. جرجانی در مورد نظم قرآن می‌گوید:
"همانطور که مثلا در بافت یک فرش و نظم تار و پودها و تالیف رنگ‌ها و طرز بافتن و خلاصه ظرافت‌ها و مهارت‌ها، یکی نسبت به دیگری برتری می‌یابد و گاه این مزیت آنقدر بزرگ و زیاد می‌شود که در درجاتی بسیار برتر از نظیرش قرار می‌گیرد و از جهت ارزش مثلا این فرش نسبت به فرش دیگر فرق‌های زیادی را دارا می‌شود، یک کلام هم نسبت به کلام دیگر به درجاتی زیاد مزیت می‌یابد و با خصوصیتی نسبت به آن برتر می‌شود. آنگاه این خصوصیت آنقدر زیاد می‌شود که به درجاتی بالا و بالاتر ترقی می‌کند و افق آن عالی و عالی تر می‌گردد و مراحل و مدارج تازه‌ای برای آن منظور می‌شود تا جایی که طمع‌ها از نیل به آن قطع می‌شود و گمان‌ها در آن راه نمی‌یابد و نیروها از آوردن نظیر آن بازمی‌ماند و گام‌ها در راه عجز نسبت به آن متوقف می‌شود."
موارد دیگری که در بحث اعجاز بیانی ذکر می‌شود سبک قرآن است که گفته می‌شود با شعر و نثر تفاوت دارد، وزن و قافیه آن، و انواع صنایع ادبی مانند تشبیه، کنایه، تمثیل و غیره. قدیمی‌ترین رساله‌های موجود در زمینه اعجاز قرآن در مورد اعجاز ادبی قرآن است و شامل آثاری از خطابی بستی و الرمانی از قرن چهارم هجری و عبد القاهر جرجانی از قرن پنجم هجری است که مجموعه آثار آنها به ثلاث رسائل فی اعجاز القرآن مشهور است. از نویسندگان معاصر در زمینه اعجاز عایشه عبدالرحمان است.

### اعجاز علمی قرآن
به نظر بعضی مفسرین، قرآن در بیان مطالب علمی که در زمان نگارش قرآن ناشناخته بوده نیز دارای اعجاز است. اشارات علمی در قرآن فراوان ولی به‌صورت گذرا است و مسلمانان معتقدند به علومی اشاره دارد که در زمان آوردن قرآن ناشناخته بوده‌است و بعدها روشن شده‌است یا در بعضی موارد هنوز کشف نشده‌است. در مورد تعداد دقیق این آیات و تفسیر آن نیز میان مفسرین اختلاف نظر فراوان است. از نمونه‌های آن می‌توان به حرکت خورشید، نیروی جاذبه، لقاح ابرها، زوجیت اشیا، و ترتیب مراحل خلقت انسان اشاره کرد.بعضی از این آیات شامل موارد زیر است:
تعدادی از آیات به حرکت خورشید و ماه و اجرام آسمانی اشاره می‌کنند. «الشمس تَجری لِمستقرٍ لها» به معنای «خورشید رو به قرارگاهی روان است» و «کلٌ فی فلکٍ یسبحون» به معنای «هر کدام در فلکی شناورند» و «الشمس و القمر دائبین» به معنای «خورشید و ماه هر دو در حال حرکت هستند» بر خلاف تفاسیر اولیه به حرکت ظاهری خورشید در آسمان تفسیر نمی‌شود بلکه به شناور بودن خورشید و ماه و سایر ستارگان در درون کهکشان یا همراه با کل کهکشان در فضا تفسیر می‌شود.
آیه دوم سوره رعد، «الله الذی رفع السماوات بغیر عمَدٍ ترونها» یعنی «خدا همان کسی است که آسمان را بدون ستونی که قابل رؤیت باشد آفرید» به قانون جاذبه تفسیر شده‌است.
مطالب متعددی در زمینه رویان و جنین انسان در قرآن وجود دارد که در زمینه اعجاز علمی به آنها توسط موریس بوکای (و دیگران مانند رضائی اصفهانی و اسکندرلو) پرداخته شده است.

برخی پژوهشگران، خوانشی تکاملی از آیات مرتبط با خلقت انسان را پیشنهاد کرده اند و در پی آن، این موضوع را مصداقی از اعجاز علمی دانسته اند

### اعجاز تمدن سازی
برخی از پژوهشگران مسلمان، ایده "نقش قرآن کریم در شکل گیری دوران طلایی تمدن اسلامی" و سپس ایده "نقش تمدن اسلامی در شکل گیری رنسانس علمی-فکری اروپا" را مطرح نموده اند.

### اعجاز ریاضی قرآن
اعجاز ریاضی قرآن به این معنی است که حروف و کلمات قرآن پس از شمارش دارای قاعده و نظمی هستند و این مسئله به عقیده برخی مسلمانان نوعی معجزه شمرده می شود . بنیان‌گذار مبحث اعجاز ریاضی عبد الرزاق نوفل با کتاب الاعجاز العددی فی القرآن الکریم و رشاد خلیفه با کتاب معجزه القرآن الکریم است. رشاد خلیفه ادعا کرد که در قرآن عدد ۱۹ رمز اعجاز است به قسمی که وقتی حروف و کلمات قرآن شمارش شود مضربی از آن است. به عنوان مثال «بسم الله الرحمن الرحیم» ۱۹ حرف دارد و تعداد نگهبانان دوزخ نوزده عدد است. به تبعیت از این دو، بسیاری نیز با استفاده از رایانه به دنبال کشف روابط عددی در قرآن شدند. ادعای اعجاز ریاضی بیشترین مخالفت را در میان منتقدان به‌وجود آورده‌است. به نظر منتقدان این برداشت از قرآن آن را کتابی اسرارآمیز و «عجیب و غریب» و در حد کتب رمل و جفر نشان می‌دهد. همچنین غلط بودن شمارش‌ها و آمار سازی در بسیاری موارد نشان داده شده‌است.

## دلایل دیگر
نظریه «صرفه»، این عقیده است که قرآن به خودی خود، معجزه نیست و دیگران می‌توانستند مانند آن بیاورند؛ ولی خدا مردم را از این کار بازداشته است؛ نظریه صرفه را ابواسحاق ابراهیم نظام نیشابوری در قرن سوم هجری مطرح کرد.
اعجاز معنای قرآن در رابطه با معنی و مفهوم قرآن است. ابن ربن طبری در قرن سوم هجری، مفهوم قرآن، از جمله، یکتاپرستی و معاد و دعوت به اعمال نیک در کنار تأثیر و مقبولیتش را مهم‌تر از سبک ادبی قرآن و نشانه اعجاز آن می‌دانست. خطابی، کلام را بر سه اصل، استوار می‌دانست: الفاظ، معانی و ارتباط میان آن‌ها و مجموعه این سه را در قرآن در حد اعجاز می‌دید.
به نظر سید قطب، معانی و حالات روحی و صحنه‌هایی مانند رستاخیز و رخدادهای تاریخی در قرآن به‌صورتی تصویرسازی شده‌اند که به ذهن انسان راه پیدا می‌کنند و اثرگذاری قرآن در مخاطب به دلیل خلق تصاویر هنرمندانه و نافذ است؛ به عنوان مثال، آیات ابتدایی سوره قمر دربارهٔ رستاخیز می‌گوید: روزی که داعی حق به سوی امری دهشت‌بار دعوت می‌کند؛ در حالی که دیدگانشان از شدت ترس، فرو افتاده همچون ملخ‌های پراکنده از گورها بیرون آیند؛ شتابان به سوی آن دعوت کننده می‌روند و کافران می‌گویند امروز روزی بس دشوار است، سید قطب ابتدا آیات را ذکر می‌کند و توضیح می‌دهد که مفاهیمی همچون: تجمع، سرعت، خشوع، هراس و بیم، ملخ‌های پراکنده، دیدگان وحشت‌زده، دعوت به امری دشوار، و خروج از گورها، به نوعی به تصویر، کشیده شده که در ذهن خواننده، اثرگذار است. به نظر وی هنر تصویرسازی در قرآن در حد اعجاز و مهم‌تر از سایر دلایل است.

## نقد و نظر منتقدان
کتاب‌هایی در رد تحدی و ادعای اعجاز قرآن نگاشته شده‌است. یکی از این کتاب‌ها فرقان‌الحق است که ۷۷ سوره دارد. افزون بر کتاب «الفرقان الحق» (انیس شُروش)، چند کتاب دیگر نیز به نام‌های «حسن الایجاز» (نصیرالدین الظافر)، «قرآن شعبی»، «قرآن رابسو» و «قرآن جدید»، در رد تحدی قرآن، نوشته شده‌است. ثمامة بن حبیب ملقب به مسیلمه بن حبیب، نخستین کسی بود که به فکر مبارزه با قرآن افتاد و آیاتی شبیه قرآن سرود. ابن مقفع ادیب ایرانی قرن دوم هجری و نویسنده کتاب کلیله و دمنه و ابوالعلاء معری ادیب و شاعر قرن پنجم هجری نیز از جمله کسانی‌اند که ادعای معارضه با قرآن داشته‌اند.